# Карпиловка (Козелецкий район)
Карпи́ловка (укр. Карпилівка) — село в Козелецком районе Черниговской области Украины. Население 1098 человек. Занимает площадь 2,741 км².
Код КОАТУУ: 7422083001. Почтовый индекс: 17023. Телефонный код: +380 4646.

## Власть
Орган местного самоуправления — Карпиловский сельский совет. Почтовый адрес: 17023, Черниговская обл., Козелецкий р-н, с. Карпиловка, ул. Центральная, 102а.